# Wassil Kirkow
Wassil Kirow Kirkow, eigentlich Wassil Kirkow Dimitrow, (* 15. Mai 1870 in Karlowo; † 28. November 1931 in Sofia) war ein bulgarischer Schauspieler.

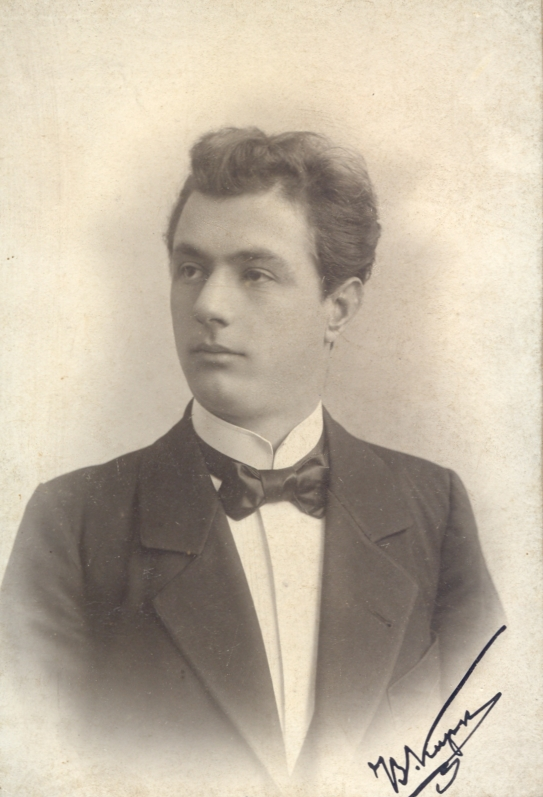
Autogrammkarte von Wassil Kirkow

Er gehörte dem Ensemble des bulgarischen Nationaltheaters in Sofia an und gilt als Wegbereiter des bulgarischen Berufstheaters. 1926 wurde er jedoch vom Theater entlassen.
Zu seinen wichtigsten Rollen gehörten Hamlet, Ferdinand in Kabale und Liebe, Chlestakow in Der Revisor und Iwanko in Drumew.